# Stand Up (Aktion)
STAND UP (deutsch: „Steh auf!“) ist eine Aktion der UN-Millenniumkampagne und des Global Call to Action Against Poverty (GCAP), die Menschen rund um den Globus dazu auffordert, als Zeichen gegen Armut, Ungerechtigkeit und für die UN-Millenniumsziele aufzustehen und für die Ziele einzutreten. 
2006 nahmen mehr als 23,5 Millionen Menschen teil, 2007 waren es 43,7 Millionen Menschen.